# Jaswantnagar
Jaswantnagar è una suddivisione dell'India, classificata come municipal board, di 25.346 abitanti, situata nel distretto di Etawah, nello stato federato dell'Uttar Pradesh. 